# كدخدالو پائين
كدخدالو پائين هي قرية في مقاطعة خدا أفرين، إيران. عدد سكان هذه القرية هو 40 في سنة 2006.